# 圣埃斯特万 (纳瓦拉)
圣埃斯特万（西班牙語：Santesteban）是西班牙纳瓦拉的一个市镇。总面积9平方公里，总人口1385人（2001年），人口密度154人/平方公里。